# Jastrzębiec Lachenala
Jastrzębiec Lachenala (Hieracium lachenalii C. C. Gmel.) – gatunek rośliny należący do rodziny astrowatych. W Polsce jest pospolity na całym obszarze.

## Morfologia

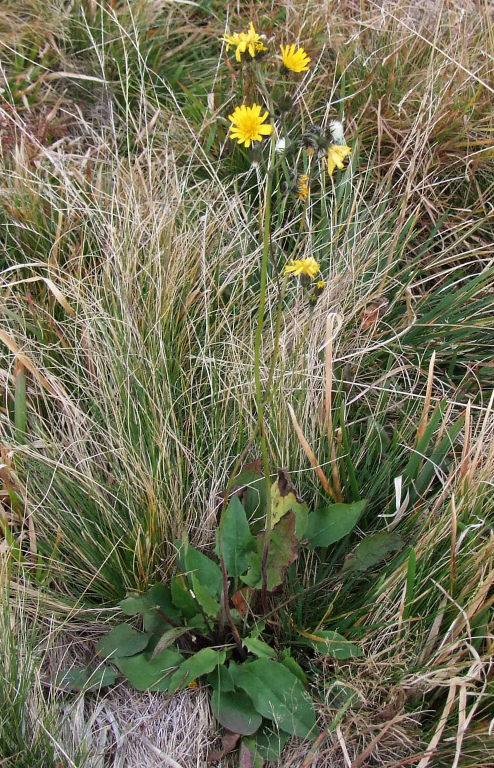
Pokrój

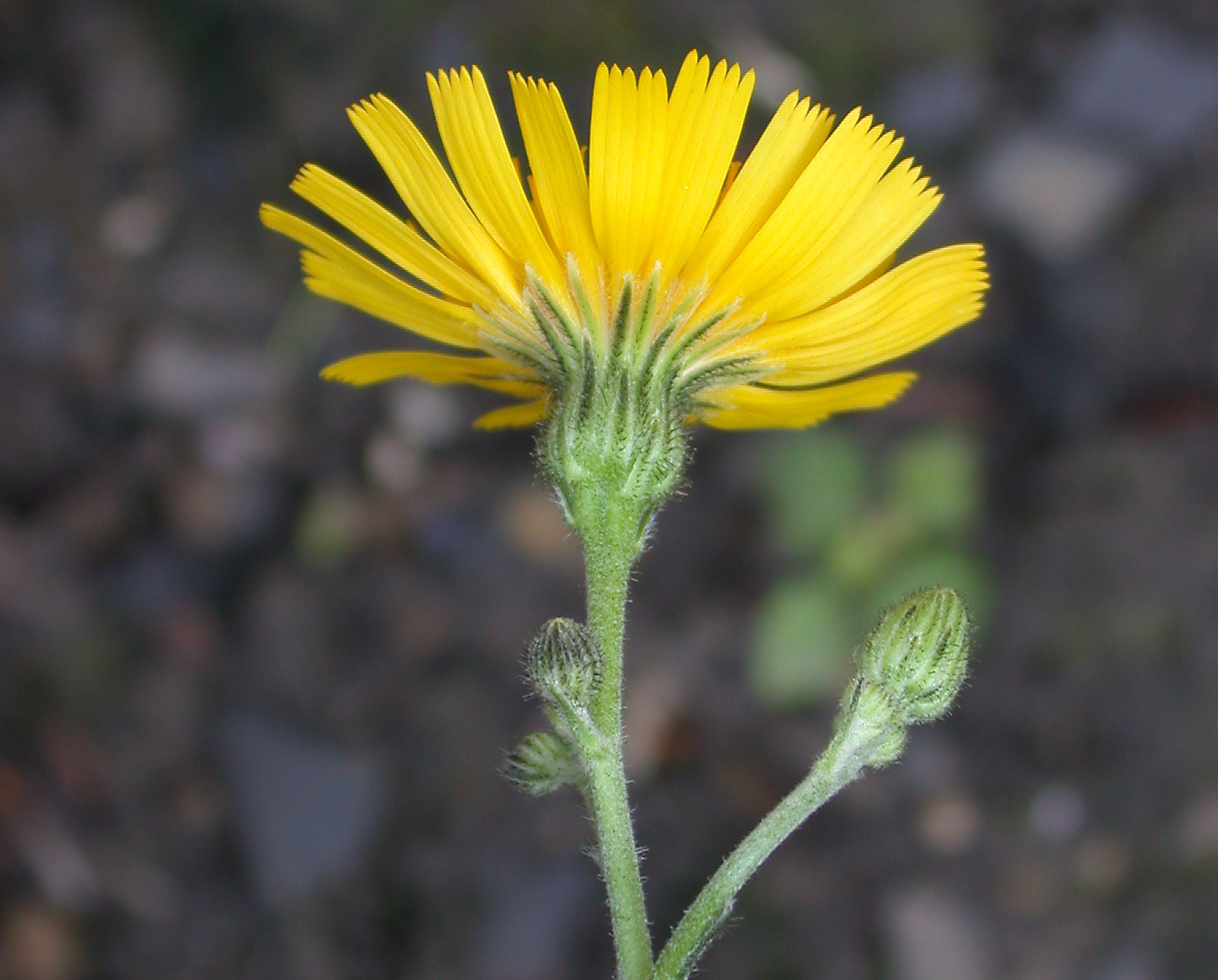
Koszyczek

ŁodygaWzniesiona, rozgałęziona, o wysokości 20–40(80) cm.
LiścieOdziomkowych przeważnie kilka, owłosionych lub prawie nagich. Są jajowate, obustronnie klinowato zwężone, przeważnie zazębione, na górnej stronie zielone, na spodniej jaśniejsze. Liści łodygowych jest 5–10, są mniejsze od odziomkowych i wyrastają skrętolegle w rozgałęzieniach łodygi.
KwiatyZebrane w koszyczki, zwykle w liczbie 5–10. Poszczególne koszyczki mają długość 10–12 mm, są owłosione szarymi, gruczołowatymi i gwiazdkowatymi włoskami, czasem z domieszką włosków prostych. Kwiaty żółte, o prostych ząbkach, bez rzęs.
OwoceBrunatne lub czarnobrunatne niełupki z brudnobiałym puchem kielichowym.

## Biologia i ekologia
Bylina, hemikryptofit. Kwitnie od czerwca do września, nasiona są rozsiewane przez wiatr. Siedlisko: występuje w świetlistych lasach i zaroślach oraz na łąkach. W klasyfikacji zbiorowisk roślinnych gatunek charakterystyczny dla O. Nardetalia.